# Aviv
Aviv (hebräisch: אֲבִיב) ist ein hebräischer männlicher und weiblicher Vorname mit der Bedeutung „Frühling“. Daneben existiert die weibliche Form Aviva.

## Namensträger
- Aviv Geffen (* 1973), israelischer Popmusiker
- Aviv Kochavi (* 1964), israelischer Chef des Generalstabes
- Aviv Shir-On (* 1952), israelischer Diplomat

## Familienname
- Nurith Aviv (* 1945), Kamerafrau und Regisseurin